# Björnhuvudfjärden
Björnhuvudfjärden är en fjärd i Eckerö och Hammarlands kommuner på Åland (Finland).
Björnhuvudfjärden är uppkallad efter halvön Björnhuvud på Eckerö som ligger norr om fjärden. I öster ligger fasta Åland och i söder och sydväst ligger Ålands hav. Öarna Granskär och Lökskär ligger i den östra delen av fjärden.
I omgivningarna runt Björnhuvudfjärden växer i huvudsak barrskog. Runt Björnhuvudfjärden är det glesbefolkat, med 16 invånare per kvadratkilometer.